# کسلوانیا: اربابان سایه ۲
کسلوانیا: اربابان سایه ۲ (به انگلیسی: Castlevania: Lords of Shadow 2) یک بازی ویدئویی در سبک اکشن ماجراجویی از مجموعه بازی‌های کسلوانیا است که توسط مرکوری‌استیم توسعه یافته و بوسیلهٔ شرکت کونامی برای مایکروسافت ویندوز، پلی‌استیشن ۳ و اکس‌باکس ۳۶۰ منتشر شده‌است. این بازی دنبالهٔ نسخه کسلوانیا: اربابان سایه در سال ۲۰۱۰ به‌شمار می‌رود. کسلوانیا: اربابان سایه ۲ در فوریه ۲۰۱۴ در آمریکا و اروپا، ۶ مارس ۲۰۱۴ در استرالیا و ۴ سپتامبر ۲۰۱۴ در ژاپن عرضه شد.
داستان در دو جهان متفاوت، در زمان قرون وسطی و هم عصر جدید روایت می‌شود و حول محور شخصیت گابریل بلمونت (که با عنوان دراکولا شناخته می‌شود) می‌گذرد، که عازم مأموریتی برای شکست دشمن دیرینه‌اش شیطان می‌شود. بازیکن کنترل شخصیت دراکولا را در جهانی باز بدست می‌گیرد که می‌تواند از قدرت‌های مختلف و چندین سلاح برای رسیدن به هدفش استفاده کند.